# Abies chensiensis
Abies chensiensis (ялиця шеньсійська, кит.: 秦岭冷杉) — вид ялиць родини соснових.

## Поширення, екологія
Країни проживання: Китай (Ганьсу, Хубей, Сичуань, Тибет, Юньнань); Індія (Аруначал-Прадеш). Цей вид зустрічається на високих гірських хребтах в південно-західному плато Китаю між 2100 і 3500 м над рівнем моря, на сіро-бурих гірських підзолистих ґрунтах, бурій землі або літозолях. Клімат холодний і вологий, з річною кількістю опадів між 1000 і 2000 мм. Це рідкісний вид, як правило, змішаний з Picea, Abies fargesii var. sutchuenensis, Tsuga chinensis, Larix potaninii на великих висотах і Betula на більш низьких висотах; також у вигляді чистого лісу в Цин-лін-Шаню.

## Морфологія
Дерево до 50 м заввишки і 250 см діаметра на рівні грудей, з прямим круглим стовбуром і короткими, масивними первинними гілками. Кора на молодих деревах темно-сіра і гладка, стає поздовжньо тріщинувата на старих дерев. Вегетативні бруньки конічні або яйцюваті, 10 × 6 мм і більше на деяких головних пагонах, смолисті. Листки темно-зелені зверху, лінійні, плоскі, розміром 1.5–4.8 см × 2,5–3 мм. Пилкові шишки бічні, довжиною 10 мм. Насіннєві шишки бічні, зелені, після дозрівання коричневі, циліндричні або яйцювато-циліндричні, розміром 7–10 × 3–4 см. Насіння коричневе, обернено-яйцювате, розміром 8–10 × 5 мм, з блідо-коричневими клиноподібними, розміром 20 × 10 мм крилами.

## Використання
Ніяких конкретних застосувань не зафіксовано для цього виду.

## Загрози та охорона
Лісозаготівля й збезлісення вичерпали цей вид якоюсь мірою в деяких частинах ареалу. Китайський уряд недавно ввів заборону вирубки старовікових лісів на заході Китаю.